# Округ Керол (Вирџинија)
Округ Керол (енгл. Carroll County) је округ у америчкој савезној држави Вирџинија.

## Демографија
По попису из 2010. године број становника је 30.042, што је 797 (2,7%) становника више него 2000. године.
| Група             | 2000.          | 2010.          |
| Белци             | 28.436 (97,2%) | 28.820 (95,9%) |
| Афроамериканци    | 129 (0,4%)     | 178 (0,6%)     |
| Азијати           | 29 (0,1%)      | 53 (0,2%)      |
| Хиспаноамериканци | 479 (1,6%)     | 776 (2,6%)     |
| Укупно            | 29.245         | 30.042         |